# Histrion (ryba)
Histrion, pterofryna, antenarius sargassowy (Histrio histrio) – gatunek ryby z rodziny antenariusowatych (Antennariidae), jedyny przedstawiciel  rodzaju Histrio. W literaturze polskiej opisywany też pod formalnie niepoprawnymi nazwami „sargassowa rybka” i „antenarius sargasowy”.

## Zasięg występowania
Występuje w płytkich, tropikalnych morzach całego świata. Głównie w Morzu Sargassowym, u wybrzeży południowej Afryki, Madagaskaru, Azorów, Australii Północnej, Filipin. Zasiedla środowisko pokryte rozległymi polami gronorostów, niekiedy adaptuje się do życia na rafie koralowej. Nie występuje w otwartych i głębokich wodach oceanicznych. 

## Charakterystyka
Niewielkie ciało jest krępe, ubarwione w kolory zależne od otoczenia, posiada na ciele wiele plam i smug. Płetwy piersiowe i brzuszne dzięki osadzeniu na niewielkich trzonkach umożliwiają rybie poruszanie się po glonach (wspinaczka). Płetwa ogonowa zakończona jest promienistym wachlarzem z wystającymi i ostrymi końcami. Płetwa grzbietowa jest długa i oparta na promienistych wyrostkach. Pysk jest duży, ma możliwość szerokiego otwierania się. Blisko szczytu głowy umieszczone są oczy, ponadto nad pyskiem znajduje się mały wyrostek (illicium) pełniący funkcję wabika. Całe ciało pokryte jest małymi, postrzępionymi, listkowatymi wypustkami skórnymi, umożliwiającymi rybie ukrywanie się wśród gronorostów, poprzez zamazanie dokładnego widoku ciała ryby. U ryb antenariusowatych dymorfizm płciowy jest mało wyraźny. Samce mają żywsze, jasne kolory, a samice ciemniejsze, nierzadko czarne.
Długość: 20 cm. Masa ciała: 400 g.

## Opis
Histrion jest rybą terytorialną. Dorosły osobnik zasiedla jedno wybrane obszarowo miejsce, pilnując swojego rewiru przed intruzami. Rybka sargassowa jest słabym pływakiem, dlatego przebywa głównie wśród gronorostów. Ryba ta jest drapieżnikiem, polującym z zasadzki. Podczas łowów tkwi nieruchomo, poruszając wabikiem, który przyciąga uwagę ofiary. Antenarius odżywia się rybami, skorupiakami, mięczakami. Gdy ofiara zbliża się do histriona, ten otwiera gwałtownie, szeroko pysk, jednocześnie wysuwając szczęki w kierunku ofiary. Zdobycz jest natychmiast wessana i połknięta. Antenarius ma elastyczne mięśnie szczęki, które pozwalają mu połknąć ofiary niemal jego wielkości. Gdy ryba czuje się zagrożona potrafi wyskoczyć ponad taflę wody i opaść na kępę sargasów. Histrion może przez pewien czas przebywać poza wodą. 

## Rozmnażanie
W okresie tarła spotykają się osobniki obu płci. Zaloty samca są agresywne, goni on i szczypie samicę, która stara się mu uciec. Potem samica wydala porcję ikry, zabezpieczonej galaretowatą osłoną. Cykl ten powtarza się kilka razy w czasie tarła. Liczba składanych jaj w tym czasie jest szacowana na ok. 40000-300000 ziaren w każdym złożeniu. Agresja samca zwiększa się z upływem czasu, zdarza się, że samiec zabija samicę pod koniec tarła. Złoża ikry są pelagiczne i wraz z prądami morskimi wędrują na otwarte wody. Okres inkubacji trwa 2–4 dni i jest uzależniony od temperatury. Larwy prowadzą pelagiczny tryb życia. Podczas pierwszej fazy egzystencji, larwy korzystają z zapasów w woreczkach żółtkowych; okres ten trwa od 1,5 do 2 miesięcy. Narybek odżywia się drobnymi zwierzętami planktonowymi (zooplankton). Starsze osobniki docierają do wybrzeży i zasiedlają tereny gronorostów lub raf koralowych.